# Pero hunaca
Pero hunaca là một loài bướm đêm trong họ Geometridae.